# Keihan Keishin-lijn
De Keihan Keishin-lijn  (京阪京津線; Keihan Keishin-sen) is een spoorlijn tussen de Japanse steden Kioto en Ōtsu. De lijn maakt deel uit van het netwerk van Keihan in de regio Osaka-Kobe-Kioto en behoort tot de Ōtsu-lijnen. De lijn loopt van het station Misasagi tot aan Hamaōtsu, al liep de lijn voor 1997 door tot aan het station Sanjō Keihan in Kioto. Dit deel van het traject is nu in gebruik door de Tōzai-metrolijn, hoewel vrijwel alle diensten van de Keishin-lijn doorrijden via het metro-traject tot station Kioto Shiyakusho-mae. De Keishin-lijn kan derhalve worden gezien als een oostelijke tak van de Tōzai-lijn. 

## Geschiedenis
Het eerste gedeelte van de Keishin-lijn werd in 1912 geopend als een directe route tussen Kioto en Ōtsu, daar de Tōkaidō-lijn (voor de omlegging in 1921) een omweg maakte. In 1992 werden er plannen gemaakt om het drukste gedeelte (tussen Sanjō en Misasagi) ondergronds te brengen om ruimte te maken voor het overige verkeer, iets wat men een paar jaar eerder ook bij de Keihan-lijn heeft gedaan. In 1997 werd het ondergrondse gedeelte, de Tōzai-lijn, geopend.  
Aan het voormalige traject lagen ook een aantal stations die niet in het metrotraject zijn opgenomen, te weten: Higashiyama-Sanjō, Kujōyama en Hinooka. De stations Heianjingū-mae en Okazakimichi werden al voor 1997 opgeheven.  

## Treinen
- Futsu (普通, stoptrein) stopt op elk station.

## Stations
| Station                                       | Japans       | Verbindingen                                                     | Stad                |
| --------------------------------------------- | ------------ | ---------------------------------------------------------------- | ------------------- |
| richting Uzumasa Tenjingawa via de Tōzai-lijn |              |                                                                  |                     |
| Misasagi                                      | 御陵         | Metro van Kioto: Tōzai-lijn                                      | Yamashina-ku, Kioto |
| Keihan Yamashina                              | 京阪山科     | JR West: Biwako-lijn en deKosei-lijn Metro van Kioto: Tōzai-lijn | Yamashina-ku, Kioto |
| Shinomiya                                     | 四宮         |                                                                  | Yamashina-ku, Kioto |
| Oiwake                                        | 追分         |                                                                  | Ōtsu                |
| Ōtani                                         | 大谷         |                                                                  | Ōtsu                |
| Kamisakaemachi                                | 上栄町       |                                                                  | Ōtsu                |
| Biwako-hamaotsu                               | びわ湖浜大津 | Keihan: Ishiyama-Sakamoto-lijn                                   | Ōtsu                |

## Spoorwegmaterieel
De 800-series van Keihan. 